# Mont Hereford
Le mont Hereford est une montagne en Estrie, au Québec, qui fait partie des montagnes Blanches dans la chaîne des Appalaches ; son altitude est de 864 mètres.

## Géographie
La montagne est située dans la municipalité de Saint-Herménégilde, à mi-chemin entre celle-ci et le village de East Hereford, dans la MRC de Coaticook. Une route de gravier permet d'atteindre son sommet.